# Atsuki Tojo
Atsuki Tojo (japanisch 東條 敦輝 Tojo Atsuki; * 28. Dezember 2000 in der Präfektur Hyōgo) ist ein japanischer Fußballspieler.

## Karriere
Atsuki Tojo erlernte das Fußballspielen in den Jugendmannschaften von Vissel Kōbe, ATS Jr Youth und Gainare Tottori sowie in der Universitätsmannschaft der Kokushikan-Universität. Seinen ersten Vertrag unterschrieb er am 1. Februar 2023 bei Gainare Tottori. Der Verein, der in der Präfektur Tottori beheimatet ist, spielt in der dritten japanischen Liga. Sein Drittligadebüt gab Atsuki Tojo am 4. März 2023 (1. Spieltag) im Auswärtsspiel gegen den SC Sagamihara. Bei dem 3:2-Auswärtserfolg wurde er in der 68. Minute für Ryōsuke Tamura eingewechselt.